# Heodes elongata
Heodes elongata är en fjärilsart som beskrevs av Schultz 1905. Heodes elongata ingår i släktet Heodes och familjen juvelvingar. Inga underarter finns listade i Catalogue of Life.